# Хромаєв Заурбек Майранович
Зураб (Заурбек) Майранович Хромаєв (9 січня 1947, Білоруська РСР — 30 квітня 2019) — радянський баскетболіст, а згодом радянський та український баскетбольний тренер та функціонер. Як гравець — бронзовий призер чемпіонату СРСР (1972) з клубом СКА (Київ), срібний призер Спартакіади народів СРСР (1971) зі збірною Української РСР, чемпіон Української РСР (1970) з клубом «Автомобіліст» (Ворошиловград). Як тренер Працював тренером команд СКА (Київ), ЦСКА, «Будівельник», збірними СРСР та України. Зі збірною СРСР срібний призер чемпіонату світу 1990 року, збірну України 1997 року вперше в її історії вивів у фінальну частину чемпіонату Європи. Кандидат педагогічних наук, Заслужений тренер СРСР та України. Президент Федерації баскетболу України (2003—2007).

## Біографія
Народився 1947 року в Білорусії. Батько Зураба, осетин за національністю, служив начальником прикордонної застави на кордоні з Польщею, що проходив по Неману. Там же він одружився з майбутньою матір'ю Зураба Катериною, донькою грузина та українки. Коли хлопчику було сім років, його родина переїхала до Північної Осетії. У роки життя в Орджонікідзе Зураб полюбив баскетбол. За невеликого для цього виду спорту зросту (178 см) сильними сторонами його гри стали далекі кидки та висока швидкість (за яку тренер Володимир Шаблінський прозвав Хромаєва «ковзанярем»).
Закінчивши 11-річну школу в Орджонікідзе, Хромаєв поїхав до Душанбе, де працював тренер Олександр Клименко, у якого юнак мріяв грати. Однак виявилося, що Клименко вже переїхав до Луганська в Україні. Відучившись рік в інституті фізкультури в Душанбе, Хромаєв в 1968 приїхав до Луганська, але Клименко, який тренував місцевий «Автомобіліст», його в команду не взяв; за власними словами Хромаєва, у клубі вже був зіграний склад, де йому не було місця. Юнак повернувся в Орджонікідзе, де закінчив роботу над вищою освітою, і потім вдруге вирушив до Луганська, цього разу отримавши місце в команді.
У складі «Автомобіліста» Хромаєв став чемпіоном Української РСР, грав у Спартакіаді народів УРСР і стартував у чемпіонаті СРСР, але в цей час на нього звернув увагу інший український клуб — СКА (Київ). Оскільки Хромаєв був у призовному віці, його визначили на проходження служби до армійського клубу. Виступаючи за СКА, він став бронзовим призером чемпіонату СРСР 1972, виграв чемпіонат Збройних сил СРСР і Спартакіаду союзних армій. У складі збірної України — срібний призер Спартакіади народів СРСР 1971.
У 26 років познайомився у Київському палаці спорту зі своєю майбутньою дружиною Аллою, якій тоді було 16 років. Весілля з Аллою відбулося після того, як дівчина завагітніла; у шлюбі у Хромаєвих народився син Тимур.
Тренерську роботу Хромаєв розпочав у середині 1970-х років як тренер команди Товариства глухих. У 1976 році був направлений міністерством оборони СРСР у розпорядження Південної групи військ в Угорщину для формування там баскетбольних команд. З цього моменту почав тренувати на постійній основі та у 1981 році увійшов до тренерського штабу київського СКА. Пізніше працював у московському ЦСКА, куди за допомогою Хромаєва з київського «Строітєля» було переведено Олександра Волкова ; також організував перехід до ЦСКА з України Валерія Гоборова.
Разом з Владасом Гарастасом наприкінці 1980-х років тренував збірну СРСР, з якою брав участь зокрема у чемпіонаті світу 1990 року. До цього часу багато провідних гравців СРСР виступали в закордонних клубах, і в збірній не було жодного литовця; Україна, навпаки, за спогадами Хромаєва була представлена одразу шістьма гравцями. Коли радянська збірна не змогла виграти чемпіонат світу, залишившись на другому місці, у Держкомспорті СРСР поклали провину на українських гравців, після чого Хромаєв заявив, що має намір добиватися виходу київських клубів з чемпіонату СРСР та проведення окремого чемпіонату України.
З початку 1990-х років Хромаєв був головним тренером київського «Строітєля» (перейменованого на «Будівельник»), прийнявши посаду у Віктора Боженара. З розпадом СРСР та початком проведення чемпіонатів України «Будівельник» під його керівництвом чотири рази ставав національним чемпіоном. Одночасно Хромаєв брав активну участь у створенні Федерації баскетболу України, її входженні в міжнародні структури, формуванні перших українських збірних. Ставши першим головним тренером національної збірної України, 1997 року вивів її в перший за незалежну історію країни чемпіонат Європи.
Очолював Федерацію баскетболу України, але у 2007 році через проблеми зі здоров'ям (цукровий діабет) змушений був залишити цю посаду. Помер у квітні 2019 року на 73-му році життя.